# 34. Międzynarodowy Festiwal Filmowy w Wenecji
34. Międzynarodowy Festiwal Filmowy w Wenecji odbył się w dniach 26 sierpnia – 11 września 1975 roku. W czasie tej edycji imprezy nie obradowało jury, gdyż w latach 1969-1979 nie przyznawano na festiwalu nagród konkursowych.